# Diuris semilunulata
Diuris semilunulata är en orkidéart som beskrevs av Messmer. Diuris semilunulata ingår i släktet Diuris och familjen orkidéer. Inga underarter finns listade i Catalogue of Life.